# Klaus T. Steindl

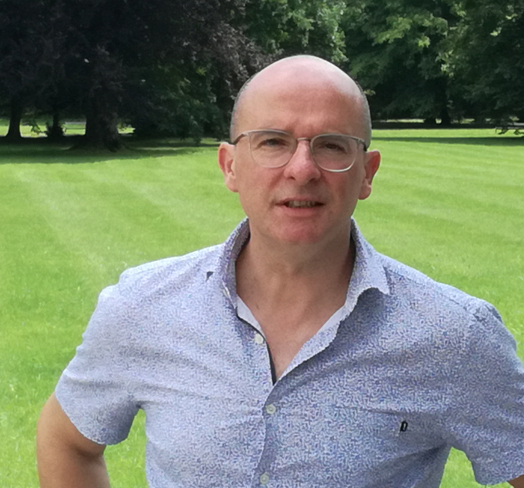
Klaus T. Steindl (2018)

Klaus Thomas Steindl (* 20. Juni 1966 in Graz, Österreich) ist ein österreichischer Filmregisseur, Drehbuchautor und Produzent sowie Inhaber des Unternehmens KREATIVkraft.

## Karriere
Steindl maturierte am Gymnasium Stift Rein und absolvierte danach die Studien „Regie“ und „Bühnengestaltung“ an der Kunstuniversität Graz (vormals „Hochschule für Musik und darstellende Kunst“). Nach einer Regie-Assistenz am Opernhaus in Nizza war er als freischaffender Regisseur für experimentelles Theater tätig. Ab 1991 wechselte er in die Filmbranche. Nach mehreren (u. a. mit dem Österreichischen Staatspreis für Wirtschaftsfilm ausgezeichneten) Werbeclips konzentrierte er sich auf die Gestaltung von TV-Dokumentarfilmen. Zu seinen Spezialgebieten zählen Wildlife- und Naturfilme, investigative Dokumentationen über historische Themen und Doku-Dramen, wobei in den beiden letztgenannten Kategorien aufwändig inszenierte Spielszenen einen breiten Raum einnehmen. Klaus T. Steindls TV-Doku-Drama „Margarethe Ottillinger – Die Frau, die zu viel wusste“ mit der Schauspielerin Ursula Strauss in der Hauptrolle lief nach der Erstausstrahlung im Fernsehen auch im Kino. 
Ursula Strauss über die Dreharbeiten zu „Margarethe Ottillinger“: „Wir haben quasi in sechs Drehtagen einen Spielfilm gemacht. Das war schon deshalb anstrengend, weil einige Szenen ziemlich heftig waren.“
Im Mai 2017 eröffnete der Kultursender ARTE sein einwöchiges Jubiläumsprogramm „25 Jahre ARTE“ mit der deutsch/französischen TV-Premiere von Steindls Dokudrama „Venedig und das Ghetto“ in Spielfilmlänge (90 Minuten).

## Werk
Der Werkkatalog von Steindl umfasst über 30 Dokumentationen für das Hauptabendprogramm (Stand 2017), mehr als die Hälfte davon wurden mit internationalen Partnern koproduziert, in zahlreichen Ländern ausgestrahlt und viele erhielten Auszeichnungen – sowohl in Europa als auch in den USA. Mit der internationalen Produktion „Die Vampirprinzessin“, die 2007 veröffentlicht wurde, war Klaus T. Steindl maßgeblich an der Entwicklung eines damals neuen Stils für Reenactment-Dokus beteiligt: Der Film präsentiert Indizien im Stil eines Kriminalfilms mit nachgestellten Spielszenen und CSI-ähnlichen Spezialeffekten. Auch in technischer Hinsicht zählt Klaus T. Steindl zu den Pionieren im Doku-Bereich. So war z. B. seine Dokumentation „Wildes Venedig“, die er mit seinem Unternehmen KREATIVkraft koproduzierte, die erste 4K-Ultra-HD-Doku des öffentlich-rechtlichen österreichischen Fernsehsenders ORF.

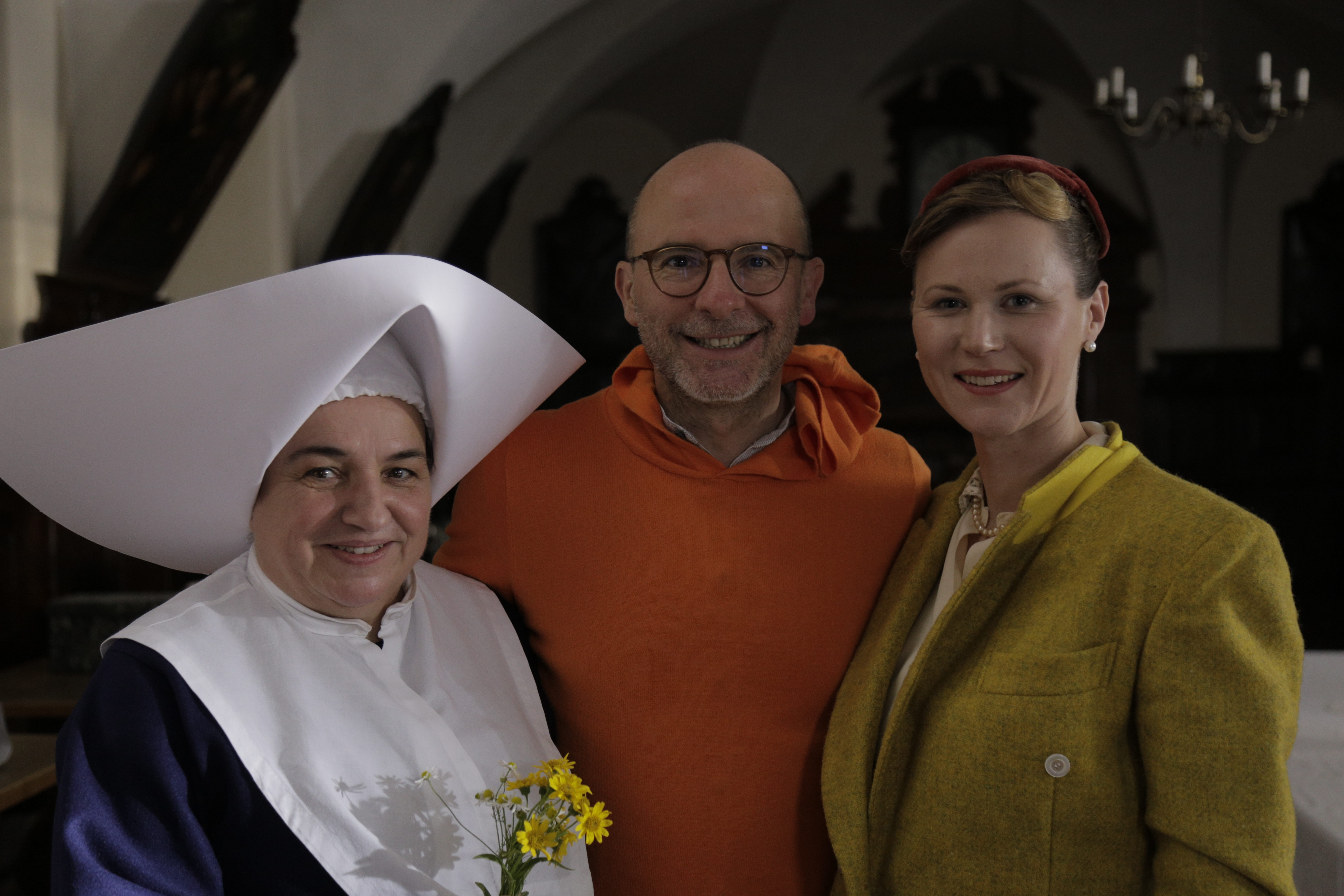
Offizielles Pressefoto: Klaus T. Steindl mit seinen Hauptdarstellerinnen Maria Happel (l) und Constanze Passin während der Dreharbeiten zum Film „Schwester Courage - Anna Bertha Königsegg und ihr Widerstand gegen das NS-Regime“

2019 entstand für den ORF ein Dokudrama über die Salzburger Barmherzige Schwester Anna Bertha Königsegg. Im Fokus des Films steht eine junge Journalistin (Constanze Passin), die 1948 einem Fall von außergewöhnlicher Zivilcourage einer Ordensfrau (Maria Happel) während des Nazi-Regimes auf der Spur ist. Für die filmische Umsetzung der Historie beschritt der Drehbuchautor und Regisseur Klaus T. Steindl den Weg der maximalen Reduktion: Anders als bei herkömmlichen Dokumentationen liegt in „Schwester Courage“ der Schwerpunkt auf zwei Schauspielerinnen. Die Handlung spielt in einem einzigen Raum, zeitlich verdichtet auf einen Nachmittag. Getragen wird das „Kammerspiel“ von der Präsenz der beiden Darstellerinnen Maria Happel und Constanze Passin. Feine Nuancen in Blicken und Gesten, knappe, unpathetische Dialoge, die präzise Lichtführung und nicht zuletzt der surreale, körperlose Gitarrensound im Hintergrund erzeugen einen eigenwilligen Sog.
Im Universum-History-Dokudrama Die Rothschild-Saga – Aufstieg, Glanz, Verfolgung (2021) beleuchtete er die Geschichte der Familie Rothschild aus der Perspektive von Miriam Rothschild, dargestellt von Alina Fritsch. Obwohl als TV-Dokumentation konzipiert, zeigt das  Miami Jewish Film Festival 2023 den Film im Rahmen der "Official Selection" als Nordamerika-Premiere auf großer Kinoleinwand. 

## Bildungsmedien
Viele Werke von Klaus T. Steindl fanden entweder in adaptierter Form oder auch in speziell für diesen Zweck entwickelten multimedialen Präsentationsformen Einzug in den Bildungsmedienkatalog für österreichische Schulen, wofür sie mehrfach mit Comenius EduMedia-Preisen ausgezeichnet wurden. Darüber hinaus wurden einige seiner Dokumentationen in den Katalog internationaler (Universitäts-)Bibliotheken aufgenommen.

## Nachwuchsförderung
Neben seiner Tätigkeit als Filmemacher engagiert sich Klaus Steindl auch in der Nachwuchsförderung. Gemeinsam mit einer Gruppe film- und medienbegeisterter Menschen hob er 2002 die Kinder- und JugendFILMwerkstatt Graz (heute fum Film und Medien Initiative) aus der Taufe, für die er das pädagogische Konzept und das Curriculum entwickelte. Weiters war er langjährig Kommissionsmitglied der Filmförderung des Landes Steiermark für künstlerische Filmproduktionen („CineStyria Filmkunst“, heute „Cine Art“), sowie Member of the Board des Documentary Campus, einer internationalen Ausbildungseinrichtung und Netzwerk-Plattform für Dokumentarfilmer.

## Filmografie (Auswahl)
- 1994:  Von der Etrichtaube zur Postrakete – Geschichte der Österreichischen Luftfahrt (mit Niki Lauda)[15]
- 1996:  Zeichen der Zeit – Die Geschichte der Schrift[16]
- 2000: Das Geheimnis der Gärten (mit André Heller)
- 2000: Durch die wilden Alpen
- 2002: Komponisten auf der Spur
- 2006: Peter Rosegger – Waldbauernbub und Revolutionär
- 2007: Die Vampirprinzessin
- 2008: Leise rieselt der Schnee
- 2009: Das Voynich-Rätsel – Die geheimnisvollste Handschrift der Welt
- 2011: Die Farben des Südens – Region Villach
- 2012: Das Geheimnis Mona Lisa
- 2012: Die Alpen von oben
- 2012: Der Tulpen Crash
- 2013: Das Mona Lisa Rätsel – Dem Original auf der Spur[17][18]
- 2014: Wildes Venedig
- 2014: Ein Jahr im Zauberwald – Roseggers Waldheimat
- 2014: Das Schwert im Felsen
- 2014: Geheimnisvolles Schönbrunn
- 2015: Bodensee – Wildnis am großen Wasser
- 2015: Stadt der Gladiatoren – Carnuntum
- 2016: Margarethe Ottillinger – Die Frau, die zu viel wusste (mit Ursula Strauss)
- 2016: Venedig und das Ghetto
- 2017: Die Akte Nero – Auf den Spuren einer antiken Verschwörung
- 2018: Mythos Hallstatt – Dawn of the Celts / Mystery of the Celtic Tomb
- 2019: Schwester Courage – Anna Bertha Königsegg und ihr Widerstand gegen das NS-Regime (mit Maria Happel)
- 2019: Die Macht des Zölibats
- 2020: Die Kirche bin ich. Wie der Papst unfehlbar wurde.
- 2021: Gegen den Befehl. Zivilcourage in den letzten Tagen des Zweiten Weltkriegs.
- 2021: Universum History – Die Rothschild Saga – Aufstieg, Glanz, Verfolgung (mit Alina Fritsch)
- 2022: Venus von Willendorf - Die nackte Wahrheit
- 2023: Das goldene Königreich - Die Normannen auf Sizilien
- 2024: Die Reichskrone - Mythos, Rätsel, Machtsymbol[19]

## Preise und Festivals (Auswahl)
| "Die Reichskrone"                               |                                                                                                 | World Media Festival 2025: intermedia-globe gold Kategorie: Documentary                            |
| "Die Rothschild Saga"                           |                                                                                                 | Miami Jewish Film Festival 2023                                                                    |
| "Die Rothschild Saga"                           | Venice TV Award 2022                                                                            | |
| "Die Rothschild Saga"                           | Vienna Jewish Film Festival 2022                                                                | |
| "Mythos Hallstatt – Mystery of the Celtic Tomb" |                                                                                                 | US International Film & Video Festival Kategorie: Documentary-History                              |
| "Mythos Hallstatt – Mystery of the Celtic Tomb" | Mountainfilm International Filmfestival 2019 Auszeichnung in der Kategorie: Menschen & Kulturen | |
| „Venedig und das Ghetto“ Unterrichtsfassung     |                                                                                                 | Comenius EduMedia Siegel für exemplarische Bildungsmedien                                          |
| „Die Lagune von Venedig“                        |                                                                                                 | Comenius Award für exemplarische Bildungsmedien                                                    |
| ‘‘Das Mona Lisa Rätsel’‘                        |                                                                                                 | ’‘New York Festivals’‘ Gold Medal Award Category: Science & Technology                             |
| ‘‘Das Mona Lisa Rätsel’‘                        | ’‘US International Film & Video Festival’‘ Certificate for Creative Excellence                  | |
| ’‘Der Tulpen Crash’‘                            |                                                                                                 | ’‘New York Festivals’‘ International TV & Film Awards Bronze World Medal                           |
| ’‘Der Tulpen Crash’‘                            | ’‘Prix Victoria’‘ in Gold Kategorie: TV/Economy – Internationale Wirtschaftsfilmtage            | |
| ’‘Der Tulpen Crash’‘                            | ’‘Cannes’‘ ‘‘Corporate Media & TV Awards’‘ Winner Category: Business & Economy                  | |
| ‘‘Leise rieselt der Schnee’‘                    |                                                                                                 | ’‘Cine’‘ ‘‘Golden Eagle Award’‘                                                                    |
| ‘‘Leise rieselt der Schnee’‘                    | ’‘Telenatura’‘ International Television Festival Pamplona                                       | |
| ‘‘Leise rieselt der Schnee’‘                    | ’‘International Wildlife’‘ Film Festival Montana                                                | |
| ‘‘Leise rieselt der Schnee’‘                    | ’‘Matsalu’‘ Nature Film Festival                                                                | |
| ‘‘Leise rieselt der Schnee’‘                    | ’‘Bergfilmfestival’‘ Tegernsee                                                                  | |
| ‘‘Die Vampir Prinzessin’‘                       |                                                                                                 | ’‘Cine’‘ ‘‘Golden Eagle Award’‘                                                                    |
| ’‘Das Voynich Rätsel’‘                          |                                                                                                 | ’‘US International Film & Video Festival’‘ Certificate for Creative Excellence                     |
| ’‘Das Voynich Rätsel’‘                          | ’‘New York Festivals’‘ International TV & Film Awards Silver World Medal                        | |
| ‘‘Das Geheimnis Mona Lisa’‘                     |                                                                                                 | ’‘Prix Victoria’‘ in Silber Kategorie: Sponsoring, Non-Profit – Internationale Wirtschaftsfilmtage |
| ‘‘Komponisten auf der Spur’‘                    |                                                                                                 | ’‘Comenius EduMedia’‘ Medaille + Siegel                                                            |
| ’‘Das europäische Parlament’‘                   |                                                                                                 | ‘‘Comenius EduMedia’‘ Siegel                                                                       |
| ‘‘Das österreichische Parlament’‘               |                                                                                                 | ‘‘Comenius EduMedia’‘ Siegel                                                                       |